# Anton Kalinitschenko
Anton Kalinitschenko (né le 22 juillet 1982) est un sauteur à ski russe.

## Carrière
Il fait ses débuts internationaux durant la saison 1999-2000, participant à la Coupe du monde et aux Championnats du monde 2001. En novembre 2011, il obtient son premier podium en Coupe du monde, avec une troisième place au concours par équipes à Kuusamo.

## Palmarès

### Championnats du monde
| Épreuve / Édition | Épreuve / Édition | Lahti 2001 |
| Grand tremplin    | Grand tremplin    | 42e        |

### Championnats du monde de vol à ski
| Épreuve / Édition | Vikersund 2000 | Vikersund 2012 |
| Individuel        | 41e            | 40e            |
| Par équipes       | -              | 9e             |

### Coupe du monde
- Meilleur classement général : 60e en 2012.
- 1 podium par équipes : 1 troisième place.
- Meilleur résultat individuel : 24e.

#### Différents classements en Coupe du monde
| Année     | Classement général final |
| 2000-2001 | 76e                      |
| 2011-2012 | 60e                      |
| 2012-2013 | 79e                      |